# 奈吉爾·馬文
奈吉爾·馬文（Nigel Marven，1960年11月27日—），英國野生生物學者、節目主持人、作者和鳥類學家。

## 職業生涯
馬文在布里斯托大學研讀植物學，22歲畢業。之後，在布里斯托BBC自然歷史部門展開其職業生涯。

## 電視節目
- 重返侏羅紀（2007）
- 史前公园（英语：Prehistoric Park）（2006）
- 与恐龙同行特辑之海底霸王（2003）
- 與恐龍共舞特輯之鐮刀龍探秘/巨龍國度（英语：Chased by Dinosaurs） （2002）

奈吉他很愛惡作劇，常常捉弄史前公園裡飾演的鮑勃，鮑勃每次被捉弄完後都會抱怨:「奈吉他每次都是這個樣子，奈吉以為這樣很好玩。」

## 外部連結
- 奈吉爾·馬文個人網頁（页面存档备份，存于）
- 動物星球介紹（页面存档备份，存于）
- 出演節目（页面存档备份，存于）